# 第59回全国高等学校サッカー選手権大会
第59回全国高等学校サッカー選手権大会（だい59かいぜんこくこうとうがっこうサッカーせんしゅけんたいかい）は、1981年1月に行われた、全国高等学校サッカー選手権大会である。

## 概要
- キャッチフレーズ 熱風青春。いま一直線

### 日程
- 開会式　1月1日
- 1回戦　1月2日・3日・4日
- 2回戦　1月5日
- 準々決勝　1月6日
- 準決勝　1月7日
- 決勝　1月8日

### 使用会場
- 国立霞ヶ丘競技場陸上競技場（準決勝・決勝）
- 西が丘サッカー場（1回戦～準々決勝）
- 埼玉県大宮公園サッカー場（1回戦～準々決勝）
- 駒沢オリンピック公園総合運動場陸上競技場（1回戦～2回戦）

## 出場校
北海道・東北
- 北海道代表 室蘭大谷
- 北奥羽代表 遠野（岩手県）
- 西奥羽代表 西目農（秋田県）
- 東北代表 磐城（福島県）

関東
- 茨城県代表 古河一
- 北関東代表 前橋工（群馬県）
- 埼玉県代表 浦和南
- 千葉県代表 八千代松陰
- 東京都代表 帝京
- 神奈川県代表 相模工大付
- 山梨県代表 韮崎

北信越・東海
- 北越代表 新潟工（新潟県）
- 北陸代表 金沢西（石川県）
- 長野県代表 豊科
- 静岡県代表 清水東
- 愛知県代表 岡崎城西
- 三岐代表 四日市中央工（三重県）

近畿
- 京滋代表 洛北（京都府）
- 大阪府代表 北陽
- 兵庫県代表 御影工
- 紀和代表 大淀（奈良県）

中国
- 東中国代表 米子工（鳥取県）
- 広島県代表 広島工
- 西中国代表 多々良学園（山口県）

四国
- 南四国代表 徳島商（徳島県）
- 北四国代表 高松商（香川県）

九州
- 福岡県代表 東福岡
- 長崎県代表 島原商
- 西九州代表 済々黌（熊本県）
- 東九州代表 大分工（大分県）
- 鹿児島県代表 鹿児島実
- 沖縄県代表 北谷

## 試合

### 1回戦
- 帝京 4 - 2 島原商
- 大淀 2 - 0 前橋工
- 韮崎 2 - 0 多々良学園
- 御影工 4 - 1 室蘭大谷
- 岡崎城西 4 - 1 東福岡
- 鹿児島実 4 - 0 磐城
- 古河一 4 - 0 洛北
- 新潟工 1 - 0 米子工

- 大分工 4 - 0 豊科
- 清水東 3 - 1 徳島商
- 西目農 2 - 1 北陽
- 遠野 2 - 1 済々黌
- 浦和南 6 - 0 高松商
- 八千代松陰 3 - 0 北谷
- 広島工 4 - 0 相模工大付
- 四日市中央工 4 - 1 金沢西

### 2回戦
- 帝京 2 - 1 大淀
- 清水東 1 - 1(PK4 - 2) 大分工
- 八千代松陰 2 - 1 西目農
- 岡崎城西 2 - 0 鹿児島実

- 古河一 1 - 0 新潟工
- 浦和南 5 - 0 遠野
- 韮崎 4 - 1 御影工
- 広島工 1 - 0 四日市中央工

### 準々決勝
- 清水東 3 - 1 帝京
- 岡崎城西 2 - 0 八千代松陰

- 古河一 3 - 1 浦和南
- 韮崎 2 - 2(PK4 - 3) 広島工

### 準決勝
- 清水東 1 - 0 岡崎城西
- 古河一 1 - 1(PK4 - 2) 韮崎

### 決勝
- 古河一 2 - 1 清水東

## 得点王
- 大野克人 (古河一)・安藤達矢 (浦和南)・湊邦三 (御影工) 4得点

## 主な出場選手
- 小松晃 (西目農)
- 沢入重雄 (清水東)